# Friedrich Heinrich Ludwig von Pfuel

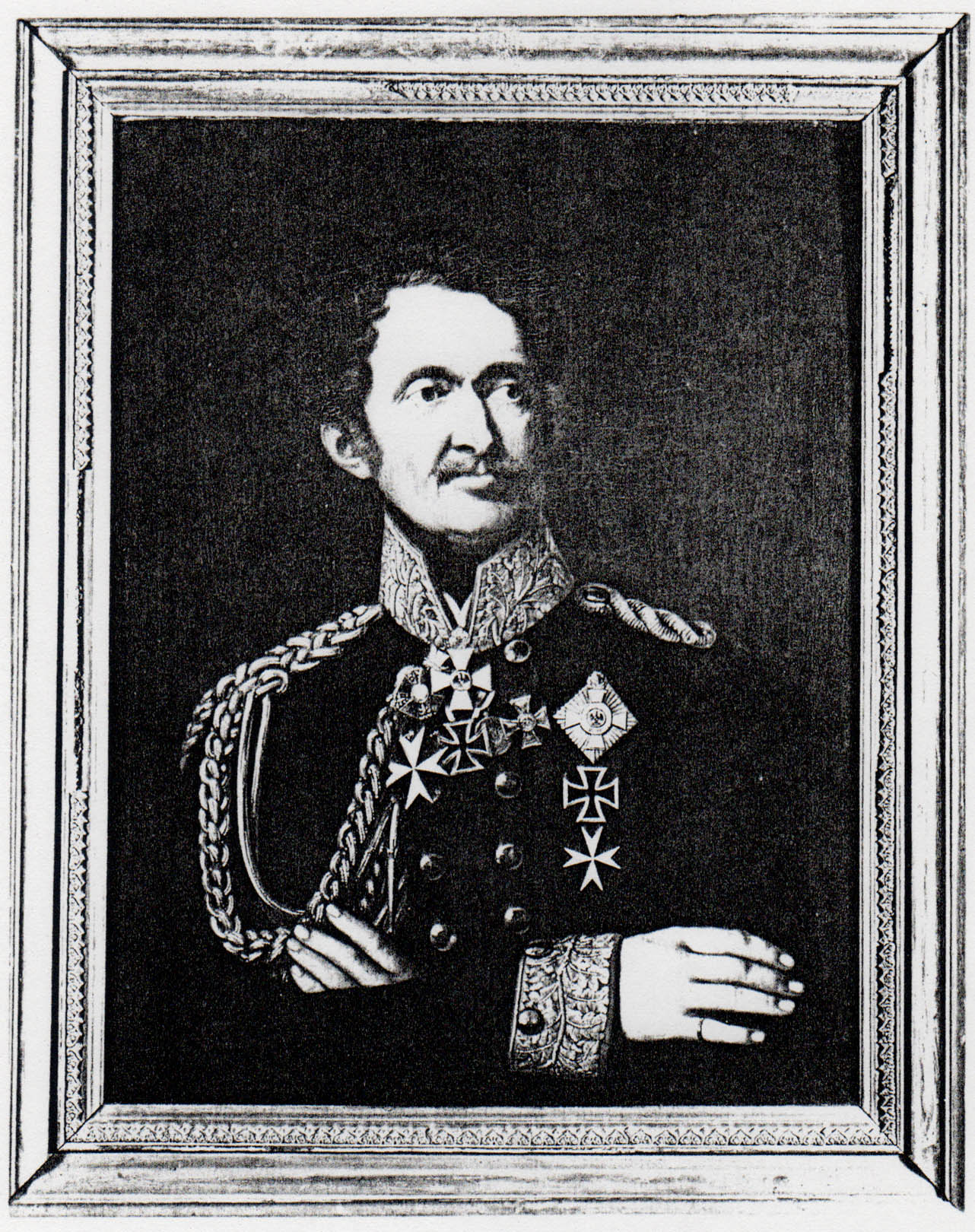
Friedrich Heinrich Ludwig von Pfuel

Friedrich Heinrich Ludwig von Pfuel (* 2. Oktober 1781 auf Gut Jahnsfelde; † 16. Juli 1846 in Karlsbad) war ein preußischer Generalleutnant, Kommandant von Saarlouis, Spandau und Stettin.

## Leben

### Herkunft
Friedrich Heinrich Ludwig von Pfuel stammte aus dem alten in Jahnsfelde in der Märkischen Schweiz ansässigen Adelsgeschlecht von Pfuel und war der Sohn des Ludwig von Pfuel (1718–1789) und der Johanna Christiane Sophie, geborene Kranz (1755–1783). Sein Vater war preußischer Generalmajor, Gutsherr auf Jahnsfelde und vormals Hofmarschall des Prinzen Friedrich Wilhelm von Preußen. Der spätere preußische General der Infanterie, Ministerpräsident und Kriegsminister Ernst von Pfuel (1779–1866) war sein Bruder.

### Militärkarriere
Pfuel besuchte das Friedrich-Wilhelm-Gymnasium und anschließend das Kadettenhaus in Berlin. Am 24. März 1796 wurde er als Portepeefähnrich dem Infanterieregiment „von Puttkamer“ der Preußischen Armee in Brandenburg an der Havel überwiesen. Dort folgte am 10. Oktober 1797 seine Beförderung zum Sekondeleutnant und als solcher war Pfuel ab 1803 Adjutant des Grenadierbataillons 12/36. Während des Krieges gegen Frankreich 1806 wurde er in der Schlacht bei Jena verwundet und durch die Kapitulation von Lübeck inaktiv gestellt.
Nach dem Frieden von Tilsit war Pfuel Adjutant im Generalstab, stieg dort zum Stabskapitän auf und nahm schließlich am 20. August 1811 seinen Abschied. Mit Beginn der Befreiungskriege trat er wieder in den aktiven Dienst und kam als Kapitän in den Generalstab unter Yorck. Für seine Leistungen in der Schlacht bei Großgörschen erhielt Pfuel das Eiserne Kreuz II. Klasse. Im Juli kam er in den Generalstab unter August von Thümen und nahm an der Schlacht bei Großbeeren sowie einer Reihe von Gefechten teil. In der Zwischenzeit war Pfuel Ende August als Major in den Generalstab der 4. Brigade des III. Armee-Korps versetzt und am 2. März 1814 mit dem Eisernen Kreuz I. Klasse ausgezeichnet worden.
Kurzzeitig war Pfuel vom 20. Mai bis zum 2. Oktober 1815 im Hauptquartier des Kronprinzen von Württemberg tätig und wurde anschließend mit der Beförderung zum Oberstleutnant zum Generalkommando in Sachsen versetzt. Am 31. Juli 1817 ernannte man ihn zum Kommandeur des 33. Infanterie-Regiments. Daran schloss sich am 3. März 1820 eine gleiche Verwendung im 34. Infanterie-Regiment sowie am 30. März 1822 die Beförderung zum Oberst an, bevor Pfuel am 30. März 1825 schließlich Kommandeur des Kaiser Alexander Grenadier-Regiment wurde. 1829 wurde Pfuel zum Kommandanten von Saarlouis berufen und gleich darauf zum Kommandanten von Spandau. Mit seiner Beförderung zum Generalmajor wurde er Kommandeur der 2. Infanterie-Brigade. Ein Jahr später übernahm Pfuel die 3. Infanterie-Brigade. Am 30. März 1838 beauftragte man ihn dann mit der Führung der 12. Division und ernannte ihn schließlich am 10. September 1840 zum Kommandeur dieses Großverbandes. Das Kommando gab Pfuel am 6. April 1842 ab, wurde zum Generalleutnant befördert und gleichzeitig zum Kommandanten von Stettin ernannt. In dieser Stellung wurde ihm am 12. September 1844 in Anerkennung der Stern zum Roten Adlerorden II. Klasse mit Eichenlaub verliehen. Im Jahre 1846 kam es zu einer schweren Auseinandersetzung mit seinem Vorgesetzten General Friedrich von Wrangel. Daraufhin setzte König Friedrich Wilhelm IV. eine Untersuchung ein, in deren Verlauf Pfuel erkrankte, einen Urlaub nach Karlsbad erhielt und dort verstarb.
Er war Gutsherr auf Jahnsfelde, Wilkendorf und Gielsdorf. Außerdem war er Rechtsritter des Johanniterordens.

### Familie
Pfuel hatte sich am 24. Dezember 1811 mit Karoline Adelheid von Boeltzig (1794–1820) verheiratet. Sie war die Tochter des preußischen Generalmajors Wilhelm von Boeltzig. Nach dem Tod seiner ersten Ehefrau heiratete Pfuel am 9. Juli 1824 in Nennhausen Klara Maria von Rochow (1796–1865) aus dem Hause Goltzow. Sie war die einzige Tochter der Caroline de la Motte Fouqué.
Aus den Ehen gingen folgende Kinder hervor:
- Rosamunde Adelheid Auguste (* 1812) ⚭ Karl von Strachwitz (1809–1872), preußischer Generalmajor
- Artur Heinrich Julian (1815–1844), preußischer Premierleutnant und Adjutant des Garde-Husaren-Regiments
- Adalbert Hermann Friedrich Karl Heinrich (1820–1821)
- Alexander (1825–1898), Sekondeleutnant a. D., Ritterschaftsrat und Herr auf Jahnsfelde ⚭ Anna (1835–1918), Tochter des Carl von Brühl sowie Enkeltochter des Hanns Moritz und der Christina von Brühl. Sie waren die Großeltern des Curt-Christoph von Pfuel.
- Richard Balduin Ernst (1827–1900), preußischer Legationsrat, deutscher Generalkonsul und Botschafter; 1872/76 deutscher Generalkonsul in Bukarest, 1876/88 kaiserlicher Außerordentlicher Gesandter und bevollmächtigter Minister am schwedischen Hof, Herr auf Gielsdorf
- Gustav (1829–1897), Hauptritterschaftsdirektor, Politiker als Mitglied des Herrenhauses, Herr auf Wilkendorf ⚭ Elise von Reventlow (1842–1865). Sie waren die Schwiegereltern des Reichskanzlers Theobald von Bethmann Hollweg
- Melusine Adelheid (1834–1835)

### Trivia
Nach der Familienchronik derer von Pfuel liegt Heinrich von Kleists Erzählung Das Bettelweib von Locarno ein Erlebnis zugrunde, das Friedrich von Pfuel, in Gielsdorf bei seinem Onkel passiert war und das er bei einem Aufenthalt in Berlin Kleist erzählt hatte. Diese Angabe wurde durch die Kleist-Forschung bestätigt.